# 783 Nora
Nora (asteroide 783) é um asteroide da cintura principal com um diâmetro de 40,02 quilómetros, a 1,806709 UA. Possui uma excentricidade de 0,2287734 e um período orbital de 1 309,63 dias (3,59 anos).
Nora tem uma velocidade orbital média de 19,45985698 km/s e uma inclinação de 9,32564º.
Esse asteroide foi descoberto em 18 de Março de 1914 por Johann Palisa.